# Liste der Monuments historiques in Mosnac (Charente-Maritime)
Die Liste der Monuments historiques in Mosnac (Charente-Maritime) führt die Monuments historiques in der französischen Gemeinde Mosnac auf.

## Liste der Bauwerke
| Bezeichnung        | Beschreibung              | Standort | Kennzeichnung | Schutzstatus | Datum | Bild           |
| ------------------ | ------------------------- | -------- | ------------- | ------------ | ----- | -------------- |
| Kirche St-Saturnin | Erbaut im 12. Jahrhundert | (Lage)   | PA00104820    | Classé       | 1990  | weitere Bilder |

## Liste der Objekte
| Bezeichnung          | Beschreibung                                                               | Standort                         | Kennzeichnung | Schutzstatus | Datum | Bild |
| -------------------- | -------------------------------------------------------------------------- | -------------------------------- | ------------- | ------------ | ----- | ---- |
| Glocke               | Bronze, 1789                                                               | in der Kirche St-Saturnin (Lage) | PM17000221    | Classé       | 1911  |      |
| Liturgische Gewänder | Kasel, Stola, Manipel, Kelchvelum, Bursa und Palla; Stoff, 19. Jahrhundert | in der Kirche St-Saturnin (Lage) | PM17001669    | Inscrit      | 1989  |      |